# Етичність реклами
Ети́чність рекла́ми — відповідність реклами етичним нормам, правилам та стандартам, що склалися у суспільстві.

## Регулювання рекламної діяльності

### Нормативно-правове регулювання
Основний документ, що регулює рекламну діяльність в Україні — Закон України «Про рекламу». Цей Закон визначає основні засади рекламної діяльності в Україні, регулює правові відносини, що виникають у процесі створення, розповсюдження, одержання реклами. Крім Закону «Про рекламу», існують також нормативні акти, що регламентують загальні питання рекламної діяльності.

### Кодекси рекламної діяльності
Крім нормативно-правових актів, обов'язкових для виконання практично в будь-якій сфері діяльності, у тому числі і рекламної, існують загальновизнані норми, які не є законодавчими, але приймаються як основа коректної поведінки в певній галузі.
Положення кодексів професійної поведінки не передбачають правових санкцій проти порушників етики у сфері реклами. Головним завжди був і залишається закон. Порушення закону тягне за собою відповідні адміністративні або інші карні санкції.
Найголовнішим кодеком, що регулює рекламну діяльність є Міжнародний кодекс рекламної практики розроблений Міжнародною торгівельною палатою. Міжнародний кодекс був прийнятий у 1937 році, переглядався у 1949, 1955, 1966, 1973 і 1986 роках.
Міжнародний кодекс рекламної практики регламентує етичні стандарти, якими повинні керуватися всі, хто має відношення до реклами: рекламодавці, виробники реклами, рекламні агенції та засоби масової інформації.
Згідно з Кодексом до норм рекламної діяльності належать добропристойність, чесність, правдивість, захист прав особистості, посилання на докази та свідчення незаінтересованих осіб, можливість чіткої ідентифікації рекламного послання, гарантування безпеки користування товаром, заборона підриву або незаконного використання доброго імені (репутації) конкурентної фірми чи особи, а також використання порівнянь з метою введення в оману та інших методів недобросовісної конкуренції. Крім того, рекламне звернення не може імітувати рекламні послання інших фірм.